# Penicillium erythromellis
Penicillium erythromellis är en svampart som beskrevs av A.D. Hocking 1980. Penicillium erythromellis ingår i släktet Penicillium och familjen Trichocomaceae.   Inga underarter finns listade i Catalogue of Life.